# Finduilas de Dol Amroth
Finduilas es un personaje ficticio que forma parte del legendarium creado por el escritor británico J. R. R. Tolkien y cuya breve historia es narrada en los apéndices de la novela El Señor de los Anillos. Es una dúnadan, hija del príncipe Adrahil II de Dol Amroth y hermana de Ivriniel e Imrahil, nacida en el año 2950 de la Tercera Edad del Sol. Tolkien la describe como una «mujer de gran belleza y gentil corazón».

## Árbol genealógico
|  |  |          |          |          |          |          |          |  |  | Adrahil   |           |           |           |           |           |  |  |             |             |             |             |             |             |  |  |         |         |         |         |         |         |
|  |  |          |          |          |          |          |          |  |  |           |           |           |           |           |           |  |  |             |             |             |             |             |             |  |  |         |         |         |         |         |         |
|  |  |          |          |          |          |          |          |  |  |           |           |           |           |           |           |  |  |             |             |             |             |             |             |  |  |         |         |         |         |         |         |
|  |  | Ivriniel | Ivriniel | Ivriniel | Ivriniel | Ivriniel | Ivriniel |  |  | Finduilas | Finduilas | Finduilas | Finduilas | Finduilas | Finduilas |  |  | Denethor II | Denethor II | Denethor II | Denethor II | Denethor II | Denethor II |  |  | Imrahil | Imrahil | Imrahil | Imrahil | Imrahil | Imrahil |
|  |  | Ivriniel | Ivriniel | Ivriniel | Ivriniel | Ivriniel | Ivriniel |  |  | Finduilas | Finduilas | Finduilas | Finduilas | Finduilas | Finduilas |  |  | Denethor II | Denethor II | Denethor II | Denethor II | Denethor II | Denethor II |  |  | Imrahil | Imrahil | Imrahil | Imrahil | Imrahil | Imrahil |
|  |  |          |          |          |          |          |          |  |  |           |           |           |           |           |           |  |  |             |             |             |             |             |             |  |  |         |         |         |         |         |         |
|  |  |          |          |          |          |          |          |  |  |           |           |           |           |           |           |  |  |             |             |             |             |             |             |  |  |         |         |         |         |         |         |
|  |  |          |          |          |          |          |          |  |  |           |           |           |           |           |           |  |  |             |             |             |             |             |             |  |  |         |         |         |         |         |         |
|  |  |          |          |          |          |          |          |  |  | Boromir   | Boromir   | Boromir   | Boromir   | Boromir   | Boromir   |  |  | Faramir     | Faramir     | Faramir     | Faramir     | Faramir     | Faramir     |  |  |         |         |         |         |         |         |

## Historia
Se casó con el futuro Senescal Regente del reino de Gondor, Denethor II, en 2976 T. E. y tuvieron dos hijos: Boromir y Faramir. Los gondorianos decían de ella que decaía encerrada en Minas Tirith y solía mirar con nostalgia hacia el sur, donde se encontraba el mar y Dol Amroth, pues la sombra del país de Mordor, situado frente a la ciudad, la horrorizaba. 

Les pareció a los hombres que Finduilas languidecía en la ciudad guardada, como una flor de los valles del mar sobre una roca estéril.
— Tolkien, 1987, «Apéndice A».

Cuatro años después de que su esposo se convirtiera en senescal, en el 2988, murió de forma prematura y Denethor se volvió aún más sombrío y callado.

## Creación
J. R. R. Tolkien hizo referencia por primera vez a Finduilas durante la composición del capítulo «El Senescal y el Rey». En un borrador preliminar al que posteriormente tituló «Faramir y Éowyn», se hace alusión al manto azul adornado con estrellas plateadas que Faramir regala a Éowyn y que había sido tejido para su madre. En esta versión el personaje recibió en un primer momento el nombre Emmeril y en el acto fue sustituido por Rothinel, aunque ya se detalla que procedía de la ciudad de Dol Amroth y que murió joven. En un principcio Tolkien conservó este nombre en la copia en limpio del capítulo, rebautizado como «Los centinelas de los muros» y finalmente como «El Senescal y el Rey», pero acabó rebautizando al personaje con su nombre definitivo, Finduilas, que hasta entonces había sido usado para designar a la elfa Arwen.